# Söğütgediği, Bayramiç
Söğütgediği là một xã thuộc huyện Bayramiç, tỉnh Çanakkale, Thổ Nhĩ Kỳ. Dân số thời điểm năm 2011 là 288 người.